# Mitrasacme latiflora
Mitrasacme latiflora är en tvåhjärtbladig växtart som beskrevs av Spencer Le Marchant Moore. Mitrasacme latiflora ingår i släktet Mitrasacme och familjen Loganiaceae. Inga underarter finns listade i Catalogue of Life.